# Luigi Lonfernini
Luigi Lonfernini, né le 31 août 1938 à Borgo Maggiore, est un homme politique saint-marinais, membre du Parti démocrate-chrétien. Il est capitaine-régent de Saint-Marin du 1er avril au 1er octobre 1971 avec Attilio Montanari et du 1er avril au 1er octobre 2001 avec Fabio Berardi.